# Hanna Karrer
Hanna Karrer (* 2008) ist eine österreichische Snowboarderin. Sie startet hauptsächlich im Slopestyle und im Big Air.

## Karriere
Karrer gab ihr internationales Wettkampfdebüt am 20. April 2022 bei einem Europacupwettbewerbe am Kitzsteinhorn. Zwei Tage später wurde sie erstmals österreichische Meisterin im Slopestyle. Ihr Weltcupdebüt feierte sie am 16. Jänner 2024 in Laax, wobei sie als 18. der Qualifikation das Finale klar verpasste.
Im Anschluss daran nahm Karrer an den Olympischen Jugend-Winterspielen 2024 in Gangwon teil, wobei sie die Goldmedaille im Slopestyle gewinnen konnte, im Big Air belegte sie den 6. Platz.
Am 15. Februar 2024 gewann Karrer in Davos ihren ersten Europacupwettkampf.
Ihre erste Finalteilnahme im Weltcup gelang Karrer am 9. Jänner 2025 am Kreischberg, wobei sie unter anderem Anna Gasser in der Qualifikation hinter sich lassen konnte.

## Erfolge

### Weltcup
- 3 Platzierung unter den besten 10

### Europacup
- 3 Podestplätze, davon 2 Siege

| Datum            | Ort          | Land    | Disziplin  |
| ---------------- | ------------ | ------- | ---------- |
| 15. Februar 2024 | Davos        | Schweiz | Big Air    |
| 22. Februar 2024 | Prato Nevoso | Italien | Slopestyle |

### Olympische Jugend-Winterspiele
- Gangwon 2024: 1. Slopestyle, 6. Big Air

### Weitere Erfolge
- Österreichische Meisterin im Slopestyle (2022)